# KAS 3 (Zweitbesetzung) und 12
Die beiden schmalspurigen Tenderlokomotiven KAS 3II und 12 der Kreis Altenaer Schmalspur-Eisenbahn-Gesellschaft (KAS), ab 1922 Kreis Altenaer Eisenbahn (KAE), waren Dampflokomotiven für den gemischten Betrieb und wurden 1905 von den Stahlbahnwerken Freudenstein gebaut. Sie waren bis 1953 in Betrieb und wurden dann verschrottet.

## Geschichte
Die Lokomotiven wurden bestellt, weil die vorhandenen Lokomotiven um die Jahrhundertwende des 20. Jahrhunderts den Anforderungen des Betriebes nicht mehr gerecht wurden sowie wegen des akuten Lokmangels. Sie sollen ein preiswertes Angebot aus Berlin und somit für die KAS interessant gewesen sein. Sie wurden 1905 der Lokstation Altena zugewiesen und erhielten die Bezeichnung 3II und 12 sowie die Namen Friedrich sowie Gustav.
Neben einigen Personenzugdiensten auf der Rahmedetalbahn (Altena–Lüdenscheid) gehörte der Stückgutverkehr zu ihren Hauptaufgaben. Sie besaßen einen engen Führerstand, ein weit unten liegendes Feuerloch und einen niedrig gelegenen Kohlekasten, waren leistungsfähig und hatten einen sehr guten Lauf. Sie waren stets in untergeordneten Diensten auf allen Strecken der KAS und später KAE eingesetzt waren.
Die Lokomotiven überstanden beide Weltkriege. Nach dem Zweiten Weltkrieg, 1947, wurde die Lokomotive 3II an die Geilenkirchener Kreisbahn vermietet. Über die Dauer des Einsatzes bestehen Unklarheiten. Die Lok wurde 1951 nach Fristablauf und 46 Dienstjahren abgestellt sowie verschrottet. Die Lokomotive 12, die 1948 noch eine Hauptausbesserung erhalten hatte, war danach in Altena als Reservelok im Einsatz. Anfang 1954 wurde sie von der Westfälischen Lokomotiv-Fabrik Hattingen Karl Reuschling als Ersatzteillieferant erworben und ausgeschlachtet. Sie war 48 Jahre im Einsatz gewesen.

## Konstruktion
Die Lokomotiven besaßen einen Blech/Plattenrahmen, der stellenweise als Wasserkastenrahmen ausgebildet war. Die seitlich angebauten Wasserkästen in Form eines Jauchefasses sollen angeblich nach dem Kauf von der Werkstätte der KAS nachträglich angebaut worden sein. Im Rahmen waren die erste sowie die dritte Treibachse fest eingebaut, die zweite mit seitlichem Spiel. Die Laufachse war in Form eines Bisselgestelles gestaltet. Über dem neben der Rauchkammer liegenden Balancierhebel wurde sie mit der zweiten Treibachse verbunden und besaß einen weiten Ausschlag. Der Querausschlag wurde durch unter der Rauchkammer gelegene Blattfedern begrenzt. Im Betrieb soll es durch diese Konstruktion die Gefahr des Entgleisens der Laufachse bei schlechten Schienenverhältnissen gegeben haben. Die zweite sowie dritte Achse besaßen ihre Federung unterhalb der Achslager und waren über Ausgleichshebel miteinander verbunden. Die erste Treibachse war separat gefedert.
Der Röhrenkessel hatte eine kupferne Feuerbüchse. Der erste Kesselschuss trug den Dampf- und der zweite den Sanddom. Von diesem führten mechanisch gesteuert zwei Sandfallrohre je Triebwerksseite ab, damit konnte die erste Achse von vorn und die zweite von hinten gesandet werden. Dazu war ein Sicherheitsventil vorhanden, dass in seiner ersten Ausführung nicht befriedigte. Die Kesselspeiseventile lagen direkt über der Feuerbüchse. Dadurch neigten die Lokomotiven beim Speisen während des geöffneten Reglers zum Wasserüberreißen. Die Dampfmaschine besaß eine Allansteuerung.
Die Lokomotiven waren anfangs mit einer Seilzugbremse und einer Handbremse ausgerüstet. 1911 erhielten sie eine Saugluftbremse Bauart Körting. Die Handbremse wurde von der Heizerseite aus bedient.